# Codex Caioni

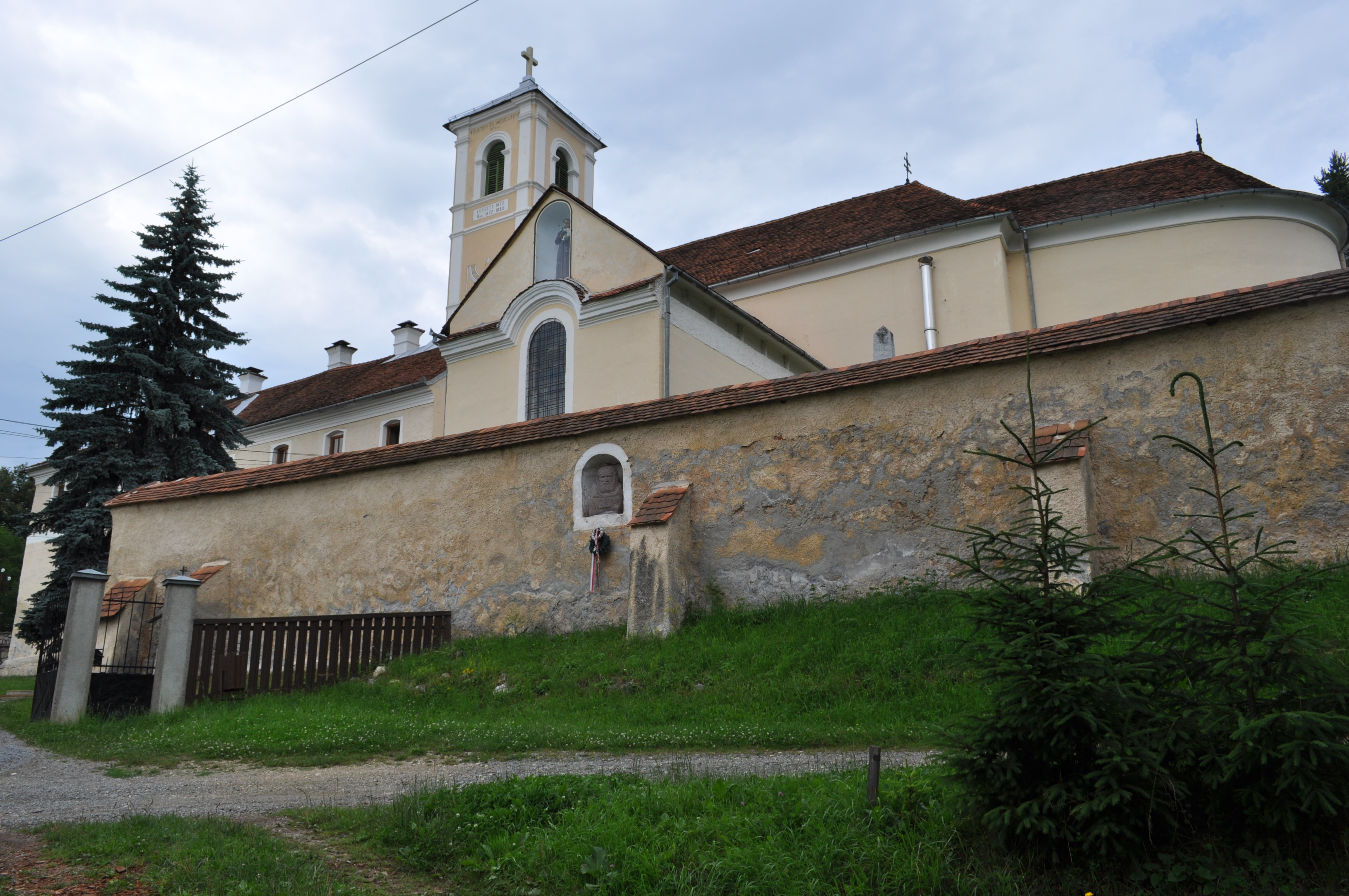
Mănăstirea din Lăzarea, unde Ioan Căianu a redactat o mare parte din conținutul codicelui. (foto. ian. 2008)

Codex Caioni (lat. „codicele lui Caioni”, cunoscută și prin grafia maghiară a numelui, Codex Kájoni) este una dintre cele mai importante și valoroase culegeri de piese muzicale la care au contribuit doi învățați transilvani ai secolului al XVII-lea. Cel mai cunoscut este călugărul franciscan umanist, constructor de orgi și organist Ioan Căianu (cunoscut și ca Johannes Caioni, Kájoni János). Culegerea elaborată între 1634-1671 conține cântece cu tabulaturi de orgă, conținutul manuscrisului fiind divers.

## Denumirea codicelui
Manuscrisul era cunoscut sub denumirea Marea Culegere Muzicală în literatura de specialitate. Denumirea actuală i-a fost acordată după călugărul franciscan Ioan Căianu. 

## Istoria codicelui
În secolul al XVI-lea, și Transilvania s-a alăturat vieții muzicii europene. Transilvănienii au urmărit modelul compozitoriilor de origine germană și italiană și și-au format repertoriul după prototipul acestora. Culegerea bogată Codex Caioni este rezultatatul acestei metode. Culegerea este alcătuită din muzică instrumentală și vocală, laică și religioasă în același timp conținând dansuri și cântece din folclorul maghiar, român, slovac.
Mátyás Seregély (adică Matia din Șerdei) a notat și a folosit manuscrisul între 1634 și 1642. János Kájoni a cules între anii 1652 și 1671 alte cântece, pe care le-a publicat în versiune finală la Michaza (în prezent Călugăreni), Șumuleu Ciuc și Lăzarea.
Conținutul culegerii este foarte variat, pe paginile codexului fiind lucrări de diferite genuri fără nici un sistem de aliniere: motete, părți de mise, muzică ecleziastică, părți din lucrări baroce instrumentale, dansuri, cântece laice latine, maghiare și germane. Cel mai des regăsit gen este, cel alcătuit din nu foarte multe voci cu acompaniament instrumental, genul motetei concertante de origine italină nordică.
Mátyás Seregély a cules din motetele lui Ludovico Viadana care reprezintă forma de început al genului. Kájoni a descoperit motetele concertante mai târzii pentru culegerea lui. Muzica ecleziastică fiind prezentă în mare măsură în codex l-a ajutat pe János Kájoni în munca sistematică. Importanța Codexului Caioni constă în oferirea posibilității cercetătorilor pentru a alcătui o idee despre evoluția muzicii din Transilvania folosind modelul genurilor și mișcărilor europene. 
Volumul a fost supravegheat în biblioteca franciscană din Șumuleu Ciuc începând cu secolul XVII. La începutul secolului al XX-lea a fost transferat la Cluj. După Al Doilea Război Mondial s-a pierdut și destinul misterios al codexului s-a aflat doar în 1985. Culegerea, ajunsă la noi printr-un exemplar unicat, a fost dezgropată din zidul unei mănăstiri în 1988, unde fusese probabil ascunsă în primii ani ai regimului socialist în țară pentru a fi salvată de la distrugere. Nu era însă prima dată când codicele era adus la lumină de la data scrierii sale; de altfel, în perioada interbelică s-au întocmit câteva transcripții ale unor piese conținute în el. (Aceste prime încercări sunt imprecise din pricina dificultăților ridicate de slaba liziblitate a manuscrisului, adăugit și „corectat” – adesea în mod eronat – de către mai mulți copiști.) Prima publicare a zece piese în caracter românesc extrase din Codex Caioni a fost făcută de compozitorul Marțian Negrea în studiul său, Un compozitor român ardelean din secolul al XVII-lea: Ioan Căioni (1941). Pornind de la partiturile descifrate, s-au realizat și mici aranjamente originale (Doru Popovici, Ludovic Bács).

## Conținutul
În urma cercetărilor întreprinse de muzicologii Saviana Diamandi (româncă) și Papp Ágnes (maghiară), în 1994 s-a editat la Budapesta, în colecția „Musicalia Danubiana” (de altfel, dedicată descifrării și lansării de ediții critice asupra unor partituri de muzică veche), o ediție în trei volume, după cum urmează: prezentarea manuscrisului și facsimilul său (vol. I, numit 14a), transcripții și comentarii asupra acestora (vol. II și III – 14b* și 14b**).
Parcurgând această ediție, s-au numărat 346 de piese muzicale înscrise în codice (inclusiv variante și repetări), dintre care un număr însemnat aparținând unor compozitori ce proveneau din toate părțile Europei vestice. Lor li se adaugă transcrierea (în scriitură minimală, de regulă la două voci) a unor piese anonime, foarte la modă în Transilvania vremii și bucăți compuse chiar de redactorii culegerii – există un număr mic de asemenea piese scrise de Căianu însuși. S-a folosit în notarea pieselor tabulatura de orgă de tip Ammerbach. (Există o singură excepție, o piesă notată pe portativ cu cinci linii.) Codicele a fost scris între 1632 și 1671 de către doi autori: Mátiás Seregély (alias Matei din Șerdei) și Ioan Căianu. Cel din urmă a primit codicele în 1652 și a lucrat asupra lui până în 1671, pentru această muncă stabilindu-se în Mănăstirea din Lăzarea, localitate în care a rămas până în ziua morții.

## Însemnătatea codicelui
Analiza conținutului culegerii oferă o vedere de ansamblu asupra muzicii gustate în Transilvania secolului XVII, mergând de la simple dansuri locale până la piese vocal-instrumentale în caracter religios, dar și laic, preluate din țările apusene. Ținând cont de mărturiile foarte fragmentare în privința muzicii românești premergătoare secolului al XIX-lea, descoperirea și transcrierea Codex Caioni atestă cu lux de amănunte interesele corespunzătoare unei perioade disputate din istoria culturii române – epocă când au pătruns simultan influențele (contradictorii, ale) Renașterii târzii și ale Barocului. Ghidându-ne după codice, în viața muzicală a epocii pare să fi coexistat o mare diversitate a preferințelor. 
Deși materialele culese cel mai probabil aparțin de mediul orășenesc, melodiile unor dansuri românești prezente în codice au atras atenția folcloriștilor români. De interes s-a dovedit a fi marcarea provenienței unor piese („dans valah” – Olah Tancz, „dans din Nireș“ – Nyiri Tancz), cât și confirmarea răspândirii unor dansuri practicate și azi – este cazul „dansului lui Lazăr Apor” (Apor Lazar Tancza), foarte apropiat de melodia „Banu Mărăcine”.

## Perspective

Spectacolul „Codex Caioni”, prezentat la București de ansamblul XVIII-21. (10 oct. 2007)

În 2007, ansamblul de muzică veche XVIII-21 Le Baroque Nomade, sub conducerea flautistului și dirijorului Jean-Cristophe Frisch, a pus în scenă un spectacol de muzică și dans, construit pe baza pieselor regăsite în codice. A fost aleasă ilustrarea zilei unei nunți; astfel, s-a apelat la un repertoriu variat – pe alocuri, evadând din cadrul codicelui – cuprinzând dansuri sătești, piese instrumentale, motete, madrigaluri, arii solistice ș.a. Pentru autenticitatea spectacolului, o parte din instrumentiști, cântăreți și dansatori au fost aleși dintre artiștii populari ai satelor transilvane; instrumentiștii au avut chiar scurte momente de improvizație. Spectacolul a fost susținut în Sibiu, Cluj și București (cel din urmă, pe 10 octombrie 2007, la M.N.A.R.); mai multe reprezentații vor fi ținute și în Franța pe parcursul anului 2008. Un album cu înregistrarea în studio a spectacolului va fi publicat în perioada mai-iunie 2008. Instrumentația pentru spectacol cuprinde: flaut traversier, două viori, violă, violoncel, viola da gamba, cobuz, teorbă, chitară renascentistă, clavecin, orgă, percuții. Lor se alătură patru voci – o soprană, o altistă, un tenor și un bariton – și o pereche de dansatori.